# 名古屋市営バス中川営業所
名古屋市営バス中川営業所（なごやしえいバスなかがわえいぎょうしょ）は、愛知県名古屋市中川区法華にある名古屋市営バスの営業所。
最寄の停留所は中川車庫前であり、主に中川区、熱田区、港区北部の路線を担当している。

## 沿革
- 1960年（昭和35年）9月13日 : 中川自動車運輸事務所として開設。
- 1969年（昭和44年）2月20日 : 港分所を開設。
- 1970年（昭和45年）6月1日 : 港分所が港自動車運輸事務所（後の港営業所）として独立。
- 1982年（昭和57年）12月1日 : 中川営業所に改称。

## 現行路線

### 主担当路線

#### 幹高畑1号系統
|    | 起点       | 主な経由地 | 主な経由地 | 主な経由地 | 終点     | 副担当 |
| -- | ---------- | ---------- | ---------- | ---------- | -------- | ------ |
| 本 | 地下鉄高畑 | 打出町     | 高杉町     | 惟信高校   | 多加良浦 | 稲西   |

旧〔137〕。もともとは地下鉄高畑と名古屋港/港車庫前を結んでいたのだが、1998年の再編で惟信高校で分断され、その北側が〔幹高畑1〕、東側が〔名港13〕になった。稲西営業所と共管。
明徳橋 - 惟信高校間が非常に狭隘であり、大型ノンステップバスによる運行が困難とされたため、ツーステップ車両が当系統に優先的に充てられていたが、後に大型ノンステップバスも充てられるようになり、やがて全便が大型ノンステップバスによる運行になった。
平日・土曜・休日とも昼間は30分毎の運行で、朝夕は本数が増える。2002年3月までは20分毎の運行であった。

#### 幹神宮1号系統
|       | 起点       | 主な経由地 | 主な経由地 | 主な経由地 | 主な経由地 | 主な経由地 | 主な経由地 | 主な経由地 | 終点       | 備考               |
| ----- | ---------- | ---------- | ---------- | ---------- | ---------- | ---------- | ---------- | ---------- | ---------- | ------------------ |
| 本    | 熱田区役所 | 神宮東門   | 七里の渡し | 千年       | 東海通     | 港北駅     | 当知一丁目 | 惟信高校   | 多加良浦   |                    |
| 支    | 熱田区役所 | 神宮東門   | 七里の渡し | 千年       | 東海通     | 港北駅     | 当知一丁目 | 小西       | 河合小橋   |                    |
| 出入1 | 熱田区役所 | 神宮東門   | 七里の渡し | 千年       | 東海通     | 港北駅     | 当知一丁目 | ---        | 中川車庫前 | 土休日は←のみ      |
| 出    | 明徳橋     | 当知一丁目 | 港北駅     | 東海通     | 千年       | 七里の渡し | 神宮東門   | ---        | 熱田区役所 | →のみ、始発1便のみ |

概要
当系統は、熱田区役所から神宮東門（神宮前駅西口）や東海通（名古屋市道東海橋線）を経由し、港区当知・福田の各地区とを結ぶ路線である。港区役所や六番町発着の〔東海12〕同様、東海通を走る主要路線である。ただし〔東海12〕とは異なり南陽交通広場や日光川公園へ向かう路線は存在しない。この路線の特徴として、紀左ヱ門橋を渡って南区に入らず、堀川の右岸を通り、七里の渡しを経由することが挙げられる。
終点の河合小橋からは飛島公共交通バスの河合橋停留所（東海通を更に西へ進んだ橋の少し手前、蟹江町にある）まで徒歩連絡が可能である。
沿革
1998年（平成10年）の系統再編前の番号は〔幹線9〕、さらにその前は〔24〕（1984年変更）であった。系統再編前は支線の多い系統で、「多加良浦 - 港車庫前」、「河合小橋 - 港車庫前」、「中川車庫前→東海通」といった系統も存在した。
［支］は系統再編時に河合小橋行きの系統を分離するために廃止（詳細は〔東海12〕の項を参照）したが、〔神宮14〕として復活し、2004年の再編で吸収された。
名鉄神宮前駅西口の再開発に伴い、隣接する神宮東門バスターミナルのターミナルとしての機能が大幅に縮小されるため、2022年の再編より熱田区役所-神宮東門を延長して起点を変更することになった。
停留所およびダイヤ
平日の昼間は、［本］が1時間あたり3本、［支］が60分毎で、合わせて熱田区役所-当知一丁目間で15分毎の運行となっている。土曜・休日の昼間は、［本］が1時間あたり2-3本、［支］が1時間あたり1本で、合わせて熱田区役所 - 当知一丁目間で3-4本の運行となっている。正月三が日は特別ダイヤで運行される（日中に［支］を毎時3本に増発）。［出入1］は熱田区役所への送り込みの役割を持つが、中川車庫前から熱田区役所へは主に距離の短い〔幹神宮2〕が運行されるため、本数は少ない。

#### 幹神宮2号系統
|     | 起点                  | 主な経由地 | 主な経由地 | 主な経由地 | 主な経由地 | 主な経由地 | 終点       | 備考 |
| --- | --------------------- | ---------- | ---------- | ---------- | ---------- | ---------- | ---------- | ---- |
| 本  | 熱田区役所            | 神宮東門   | 熱田伝馬町 | 六番町     | 中島駅     | 中川車庫前 | 権野       |      |
| 折1 | 熱田区役所            | 神宮東門   | 熱田伝馬町 | 六番町     | 中島駅     | ---        | 中川車庫前 |      |
| 折2 | 六番町 バスターミナル | ---        | ---        | 六番町     | 中島駅     | 中川車庫前 | 権野       |      |
| 折3 | 六番町 バスターミナル | ---        | ---        | 六番町     | 中島駅     | ---        | 中川車庫前 |      |

概要
当系統は、熱田区役所から神宮東門（神宮前駅西口）や昭和橋通（国道1号）を経由し、中川区下之一色地区とを結ぶ路線である。
沿革
1998年（平成10年）の系統再編時前の番号は〔幹線10〕であり、さらにその前は〔21〕であった。
かつて元旦のみに熱田神宮初詣参拝客の足として、終夜運転が行われていた時期があった。
名鉄神宮前駅西口の再開発に伴い、駅前広場が廃止され、神宮東門バスターミナルのターミナルとしての機能が縮小するため、2022年（令和4年）4月の再編より旗屋町経由から熱田伝馬町経由に変更し、神宮東門発着から熱田区役所発着に変更となった。経路変更に伴い、熱田区役所と神宮東門の停車順序が逆になり、同時に停留所の数が減ったために神宮東門から一番三丁目までの所要時間が短縮されている。
停留所およびダイヤ
平日の昼間は［本］と［折1］が30分毎の運行であり、熱田区役所 - 中川車庫前間は15分毎の運行となる。土曜・休日の昼間は、［本］が20 - 40分毎、［折1］が60分毎の運行となり、熱田区役所 - 中川車庫前間は20分毎の運行となる。〔幹線10〕のころは［折1］の運行はなく、［本］のみ毎時5本程度の運行であった。
［折2］と［折3］は、朝と夕方のみの運行である。
正月三が日は特別ダイヤで運行される（一部時間帯に［本］を毎時5本に増発）。また2018年度からは、毎年6月5日の熱田まつり（尚武祭）の花火大会開催時に神宮東門 - 白鳥橋で迂回運行を行っていた（御器所営業所主担の〔金山25〕も同様。初年度は旗屋町 - 白鳥橋であったが渋滞対策のため翌年度より迂回区間が延長となった）。2022年度からは従来の迂回経路が正規経路となっているため本系統は迂回運行を行わない。2023年正月三が日からは増発は行われず、交通規制中は神宮前駅西口前を通過できないために解除まで神宮東門終着、熱田伝馬町始発となる。
2023年1月4日の改正で、国道1号上に白鳥橋停留所が追加される（熱田巡回も同様。実際には本系統は2022年の経路変更で白鳥橋停留所を経由しなくなっていたが、場所を変えて再設置される形となる）。
その他
当系統は、中川営業所初のバスロケーションシステムが採用された系統であり、システムを更新しながら使用されていたが、故障によるサービス一時停止ののち、2012年に運用を停止することになった。
国道1号には三重交通の路線バス（桑名名古屋線）も運行されているが、市バスより停留所は少なく、名鉄バスのように市バスとの共通乗車の制度はない。

#### 名駅20号系統
|    | 起点     | 主な経由地 | 主な経由地 | 主な経由地 | 主な経由地 | 主な経由地 | 主な経由地 | 終点       |
| -- | -------- | ---------- | ---------- | ---------- | ---------- | ---------- | ---------- | ---------- |
| 本 | 名古屋駅 | 六反公園   | 運河通     | 五月通     | 松葉公園   | 中野新町   | 中川車庫前 | 権野       |
| 折 | 名古屋駅 | 六反公園   | 運河通     | 五月通     | 松葉公園   | 中野新町   | ---        | 中川車庫前 |
| 支 | 名古屋駅 | 六反公園   | 柳原橋     | 篠原橋     | 松葉公園   | 中野新町   | ---        | 中川車庫前 |

旧〔131〕の［本］・［折］と旧〔115〕→〔幹線18〕の支線（名古屋駅 - 東海橋）だった［支］が新番号化に伴う再編で一つにまとめられた系統である。そのときに［本］は中川車庫前までの運行に短縮されるが、2000年の再編時に〔名駅28〕として復活、2004年に統合する形で再びもとの経路に戻っている。昼間時の本数は、概ね20分おきにそれぞれ1本ずつのダイヤとなっている。日中の一部時間帯には［折］は運行されないこともある。三重交通の桑名名古屋線と競合するが、国道1号の区間を除き並行していない。あおなみ線名古屋 - 中島とも競合関係にあるが、並行していない。運賃はあおなみ線より安い。

#### 栄23号系統
|    | 起点 | 主な経由地 | 主な経由地 | 主な経由地 | 主な経由地 | 主な経由地 | 主な経由地 | 主な経由地 | 主な経由地 | 終点       |
| -- | ---- | ---------- | ---------- | ---------- | ---------- | ---------- | ---------- | ---------- | ---------- | ---------- |
| 本 | 栄   | 上前津     | 水主町     | 五月通     | 小本駅     | 地下鉄八田 | 花池町     | 柳瀬町     | 高杉町     | 中川車庫前 |
| 支 | 栄   | 上前津     | 水主町     | 五月通     | 小本駅     | 地下鉄八田 | 地下鉄高畑 | 柳瀬町     | 高杉町     | 中川車庫前 |

旧番号は〔53〕。かつては下之一色（現・高杉町）を終点としていた。
2000年1月改正で高杉町転回場が閉鎖となると同時に中川車庫前まで路線延長された。1998年の再編までは地下鉄高畑を経由する支線が存在したが、2024年3月の再編より1998年の経路とは異なるものの、再び〔支〕が新設された。なお、中・地高系統の項も参照。
昼間は〔本〕、〔支〕ともに1時間毎の運行。

#### 金山20号系統
|    | 起点 | 主な経由地 | 主な経由地 | 主な経由地 | 主な経由地 | 主な経由地 | 終点 |
| -- | ---- | ---------- | ---------- | ---------- | ---------- | ---------- | ---- |
| 本 | 金山 | 八熊通     | 野立小学校 | 中野橋     | 荒中町     | 大当郎橋   | 権野 |

本系統は金山バスターミナルと下之一色地区にある権野とをほぼ東西にまっすぐ結んでいる。八熊通と国道1号とのほぼ中間を通っている。旧〔36〕。旧番号時代は金山 - 高杉町という経路であった。南荒子駅を経由するのは本系統と高畑18のみ。
1998年の再編で経路が金山 - 高蔵 - 名古屋国際会議場 - 野立町 - 高杉町と変更されたが、2000年の再編で旧経路が支線として復活し同時に終点が権野に変更された。2003年の再編で高蔵経由が廃止となって現在に至っている。
ほぼ終日、毎時1本の運行。

#### 金山21号系統
|    | 起点 | 主な経由地 | 主な経由地 | 主な経由地 | 主な経由地 | 主な経由地 | 主な経由地 | 終点       |
| -- | ---- | ---------- | ---------- | ---------- | ---------- | ---------- | ---------- | ---------- |
| 本 | 金山 | 尾頭橋     | 長良本町   | 荒子観音   | 高畑三     | 打出町     | 高杉町     | 中川車庫前 |
| 支 | 金山 | 尾頭橋     | 長良本町   | 荒子観音   | 高畑三     | ---        | ---        | 地下鉄高畑 |

旧番号は〔136〕。〔栄23〕と同様、当初は高杉町止まりであったが、同じくして中川車庫前まで延長された。八熊通（愛知県道29号弥富名古屋線）を直進する〔金山22〕とは異なる経路である。尾頭橋から小本本町停留所の手前までは、1969年まで運行されていた市電下之一色線と同じルートを走る。［本］は地下鉄高畑を経由しないが、途中の高畑三丁目停留所から徒歩圏内にあり、一応地下鉄東山線への乗り換えは可能である。
［支］はかつては平日朝に数本のみ運行されていただけであったが、2025年現在は日中に毎時1 - 2本運行されている。［本］は日中毎時1本の運行で、朝夕は本数が増える。

#### 高畑12号系統・高畑13号系統
|        |        | 起点        | 主な経由地  | 主な経由地 | 主な経由地 | 主な経由地 | 主な経由地 | 主な経由地 | 主な経由地 | 終点        | 備考              |
| ------ | ------ | ----------- | ----------- | ---------- | ---------- | ---------- | ---------- | ---------- | ---------- | ----------- | ----------------- |
| 高畑12 | 高畑12 | 地下鉄 高畑 | 中島橋      | 入場       | 善北町     | 惟信高校   | ---        | ---        | ---        | 多加良浦    |                   |
| 高畑13 | 本     | 八田駅      | 地下鉄 高畑 | 中川住宅   | 当知一     | 宝神荘     | 西稲永     | ---        | ---        | 野跡駅      |                   |
| 高畑13 | 支     | 八田駅      | 地下鉄 高畑 | 中川住宅   | 当知一     | 宝神荘     | 西稲永     | 稲永駅     | 築地口     | 港区役所    |                   |
| 高畑13 | 入     | 野跡駅      | ---         | 西稲永     | 宝神荘     | 当知一     | 中川住宅   | ---        | ---        | 地下鉄 高畑 | →のみ 最終1便のみ |

〔高畑12〕は地下鉄高畑から名古屋市道高畑町線をまっすぐ南下する経路となっている。同じ起終点を持つ〔幹高畑1〕より本数が少なく、東寄りの経路となっている。
〔高畑12〕と〔高畑13・本〕は1998年の再編までは〔17〕であり、その頃の〔高畑13・本〕の経路は地下鉄高畑 - 中島橋 - 入場 - 善北町 - 惟信町 - 宝神荘 - 稲永スポーツセンターであったが、1998年の再編で当時〔133〕（2代目）を名乗っていた［高畑13・支］（当時は地下鉄高畑 - 港車庫前（現港区役所））とまとめられて地下鉄高畑 - 稲永スポーツセンターという経路になる。
2000年の再編で〔高畑13・支〕が〔港区〕という公共施設関連系統として復活。その後2004年の再編で〔高畑13・本〕の終点を野跡駅に変更すると同時に〔港区〕を支線として取り込んだ。2006年にはJR八田駅南側の駅前広場が完成し、〔高畑15〕と共に乗り入れることになって現在の経路になる。野跡駅 - 稲永新田間は〔幹築地1・本/支1〕、西稲永 - 稲永駅 - 築地口間は〔幹築地1・本〕・〔名港13・支〕、西稲永 - 稲永駅 - 中川橋間は〔金山25・本〕・〔幹名駅2・本〕・〔幹築地1・支1/支2〕、稲永駅 - 築地口間は〔名港13・本〕、大手橋 - 中川橋間は〔幹築地1・支3〕と同じ名古屋市道金城埠頭線（金城ふ頭線）を走る経路となる。
〔高畑12〕〔高畑13・本/支〕ともほぼ終日、毎時1本の運行。八田駅 - 西稲永間は〔高畑13・本/支〕を合わせて、日中から夕方にかけて約30分ヘッドでの運行となる。〔高畑13・入〕は野跡駅発最終1便のみに設定されている。〔高畑13・支〕は港区役所発着であるが、港明営業所は担当しない。

#### 高畑14号系統
|    | 起点       | 主な経由地 | 主な経由地 | 主な経由地 | 主な経由地 | 終点         | 副担当 |
| -- | ---------- | ---------- | ---------- | ---------- | ---------- | ------------ | ------ |
| 本 | 地下鉄高畑 | 中島橋     | 中川車庫前 | 権野       | 南陽町     | 南陽交通広場 | 稲西   |

本系統は地下鉄高畑駅と南陽交通広場（イオンモール名古屋茶屋）との間を、名古屋市道高畑町線、国道1号、国道302号経由で結んでいる。旧〔21〕。元々は神宮東門発着であったものの、幹線系統化されるときに系統分離の上、地下鉄高畑発着に変更されたものである。同じように地下鉄高畑と南陽交通広場とを結ぶ稲西営業所担当の〔高畑15〕とは権野付近の国道1号を除き途中の経路が異なり、区間便はなく八田駅にも乗り入れない。
2014年6月に両茶橋の回転場が廃止、同時にイオンモール名古屋茶屋構内にバスターミナル「南陽交通広場」が開置され、終点が変更になる。
昼間は60分毎の運行で、朝夕は本数が増える。

#### 高畑16号系統
|    | 起点       | 主な経由地 | 主な経由地 | 主な経由地 | 主な経由地 | 終点     |
| -- | ---------- | ---------- | ---------- | ---------- | ---------- | -------- |
| 本 | 地下鉄高畑 | 中島橋     | 入場       | 小西       | 南陽支所   | 河合小橋 |

概要
当系統は、地下鉄高畑駅と港区福田地区とを名古屋市道高畑町線、東海通経由で結ぶ路線である。
沿革
1998年（平成10年）の系統再編時に〔幹線9〕（現在の〔幹神宮1〕）のうち、河合小橋発着系統の廃止を補うために設けられた系統である。後に分離された「神宮東門 - 河合小橋」の系統は復活している。詳しくは幹神宮1号系統の項を参照のこと。
2015年12月より金曜日（祝日および年末年始を除く）と休前日のみ最終の河合小橋行きの時刻を23時30分発に繰り下げていたが、深夜2号系統とともに2020年8月7日から運休継続中である。
停留所およびダイヤ
平日・土曜・休日とも、昼間は60分毎の運行となっている。

#### 東海12号系統
|      | 起点     | 主な経由地 | 主な経由地 | 主な経由地 | 主な経由地 | 主な経由地 | 主な経由地   | 主な経由地 | 主な経由地 | 終点       | 備考            |
| ---- | -------- | ---------- | ---------- | ---------- | ---------- | ---------- | ------------ | ---------- | ---------- | ---------- | --------------- |
| 本   | 港区役所 | 東海通     | 港北駅     | 当知一     | 小西       | 南陽中学校 | 南陽支所     | 西福田     | 新西福橋   | 河合小橋   |                 |
| 支1  | 港区役所 | 東海通     | 港北駅     | 当知一     | 小西       | 西茶屋荘   | 南陽交通広場 | 両茶橋北   | 西茶屋荘   | 港区役所   | 右回り（→のみ） |
| 支2  | 港区役所 | 東海通     | 港北駅     | 当知一     | 小西       | 西茶屋荘   | 南陽交通広場 | ---        | ---        | 日光川公園 |                 |
| 出入 | 港区役所 | 東海通     | 港北駅     | 当知一     | 小西       | 小碓四     | 中島新町     | ---        | ---        | 中川車庫前 |                 |
| 支3  | 六番町   | 東海通     | 港北駅     | 当知一     | 小西       | 南陽中学校 | 南陽支所     | 西福田     | 新西福橋   | 河合小橋   |                 |

概要
当系統は、名古屋市営地下鉄東海通駅と港区福田・茶屋の各地区とを、東海通（名古屋市道東海橋線）を経由して結ぶ路線である。神宮東門発着の〔幹神宮1〕とともに、東海通を走る主要路線である。
沿革
1998年（平成10年）の系統再編前の番号は、［本］・［出入］が〔幹線9〕、［支1］が〔118〕であった。現行の番号は2004年の再編時からで、それまでは［支3］が〔六番11〕、そのほかは〔名港15〕を名乗っていた。系統名に「名港」が使われていたものの、本系統で名古屋港発着便が存在したことはない（〔名港14〕も同様）。
［本］は〔幹線9〕の支線の一つであったが、〔幹線9〕の複雑な運行系統を簡略化するため1998年の再編で庄内川以西の系統を分離するために廃止され、代わりに〔支3〕が設けられた（〔幹神宮1〕の項参照）
一方、旧〔118〕のうち本線（港車庫前（現・港区役所） - 両茶橋）は［支1］となったが、支線は「港車庫前 - サンビーチ日光川（現・日光川公園）」となった。そのため、短縮区間を補完するために［支2］が設けられた。
2014年6月に両茶橋の回転場が廃止、同時にイオンモール名古屋茶屋構内にバスターミナル「南陽交通広場」が設置され、［支1］の終点が変更になる。［支1］の港区役所発（往路）は、南陽交通広場に一旦入ったあと、折り返して西茶屋荘へ北上し、南陽町・両茶橋北を経由して再び南陽交通広場に入り終点となる。南陽交通広場発（復路）は、交差点を南下して両茶橋北・南陽町を経由し、西茶屋荘から北上し知多バス停を経由して港区役所へ向かう（簡略化すると、往路：左回りで南陽交通広場に二度停車、復路：右回りで往路とは異なり途中南陽交通広場は経由しない）。
2015年4月に［支1］が循環型経路に変更となる。
［出入］は港区役所への出入庫を兼ねて平日港区役所行き2本、中川車庫前行き1本が運行される。
過去には〔22〕（六番町 - 日光川公園）という系統が存在した。大規模なプールのある日光川公園へのアクセス系統で、その目的上、夏季のみの臨時系統であった。日光川公園のプール施設の閉鎖に伴って系統廃止となったのだが、1990年代にプールが再び整備されたため一時期臨時系統として復活したことがあった。
六番町始発の便が〔六番11〕を名乗っていた頃は、朝の始発1本のみ南陽中学校始発の便があった。
停留所およびダイヤ
平日・土曜・休日とも、昼間は［本］・［支1］・［支2］・［支3］とも1時間あたり1本の運行となっている。重複する東海通-小西間では、1時間あたり4本の運行となっている。ただし、間隔は一定でない。

#### 中川巡回系統
|    | 起点       | 主な経由地 | 主な経由地 | 主な経由地 | 主な経由地            | 主な経由地 | 主な経由地 | 主な経由地 | 主な経由地 | 主な経由地 | 主な経由地 | 主な経由地 | 主な経由地 | 終点       | 備考                   |
| -- | ---------- | ---------- | ---------- | ---------- | --------------------- | ---------- | ---------- | ---------- | ---------- | ---------- | ---------- | ---------- | ---------- | ---------- | ---------------------- |
| 本 | 地下鉄高畑 | 小本駅     | 長良橋     | 五女子     | 露橋 スポーツセンター | 名鉄山王   | 露橋二     | 八幡西通   | 尾頭橋     | 八幡小学校 | 中野橋     | 小塚町     | 荒子駅     | 地下鉄高畑 | 左右回り （→が右回り） |

2004年の再編で設けられた地域巡回バス。概ね、中川区東部をカバーしている（西部は高畑17などがカバー）。2016年4月のダイヤ改正で、これまでの五女子 - 八幡西通間の運行経路を露橋一丁目経由に変更した。同時に、「名鉄山王」、「露橋公園」、「露橋二丁目」停留所を新設し、加えて2015年11月に新設された「露橋一丁目」、「露橋スポーツセンター」停留所を経由するようになった。

#### 港巡回系統
|    | 起点     | 主な経由地 | 主な経由地 | 主な経由地 | 主な経由地 | 主な経由地 | 主な経由地 | 主な経由地 | 主な経由地 | 主な経由地 | 主な経由地 | 主な経由地   | 主な経由地 | 主な経由地 | 主な経由地 | 主な経由地 | 主な経由地 | 終点     |
| -- | -------- | ---------- | ---------- | ---------- | ---------- | ---------- | ---------- | ---------- | ---------- | ---------- | ---------- | ------------ | ---------- | ---------- | ---------- | ---------- | ---------- | -------- |
| 本 | 港区役所 | 東海通     | 七番町     | 南一番町   | 千年       | 労災病院前 | 築地口     | 中川橋     | 中川本町三 | 築盛町     | 本宮町     | 荒子川公園駅 | 善北町     | 惟信町     | 当知三     | 明徳橋     | 惟信高校   | 多加良浦 |

2004年の再編で設けられた地域巡回バス。
「巡回」の名の通り、港区役所 - 築地口で労災病院前を経由したり、惟信町 - 多加良浦が明徳橋経由になっているためかなり蛇行した経路になっている。そのため同じ起終点をもつ〔名港13〕が約30分程で結んでいるのに対し、こちらは45分程かかる。

#### 深夜2号系統
|    | 起点 | 主な経由地 | 主な経由地  | 主な経由地  | 主な経由地 | 主な経由地 | 主な経由地 | 主な経由地 | 主な経由地            | 主な経由地    | 主な経由地 | 主な経由地 | 主な経由地  | 主な経由地 | 終点        | 備考                                                       |
| -- | ---- | ---------- | ----------- | ----------- | ---------- | ---------- | ---------- | ---------- | --------------------- | ------------- | ---------- | ---------- | ----------- | ---------- | ----------- | ---------------------------------------------------------- |
| 本 | 栄   | 広小路栄   | 広小路 本町 | 広小路 伏見 | 納屋橋     | 柳橋       | 笹島町     | 名古屋駅   | 名古屋駅 （太閤通口） | 地下鉄 太閤通 | 大門通     | 中村公園   | 地下鉄 岩塚 | 八田駅     | 地下鉄 高畑 | 表記の停留所のみに 停車する。 笹島町には高畑行きのみ停車。 |

1990年12月5日から、主に地下鉄東山線沿線の終電後の足を確保するために運行を開始した系統である（ただし地下鉄東山線とは異なり亀島、本陣、中村日赤病院は経由しない）。2002年頃までは2便運行されていたが、それ以降は遅い方の1便のみの運行である。また、2003年12月より栄発を15分遅くするなど、運行時間を繰り下げている。
地下鉄岩塚 - 八田駅（地下鉄八田）はJR関西本線および近鉄名古屋線の立体交差化工事が完成するまではやや遠回りをして烏森駅付近で線路を越えていた。
2000年から2015年4月の再編までは名古屋駅太閤通口を通る唯一の系統だった。
八田駅では高畑13・高畑15と同様に栄行き、地下鉄高畑行きとも交通広場に乗り入れる。地下鉄高畑行きは終点到着後はそのまま中川営業所へ回送される。
2020年8月7日より運休継続中である。2023年1月より中村区役所停留所が地下鉄太閤通停留所に改称されているが、運休中であり実際に停車したことはない。

#### 中・畑系統
|                 | 起点       | 主な経由地 | 主な経由地 | 主な経由地 | 終点       |
| --------------- | ---------- | ---------- | ---------- | ---------- | ---------- |
| 出入庫（中.畑） | 地下鉄高畑 | 野田小     | 中川住宅   | 中島新町   | 中川車庫前 |

本系統は〔金山22〕の出入庫便とは異なり本数が多い中島橋を経由せず一柳中学校を経由する。地下鉄高畑を発着する便は比較的多いが他系統の中川車庫前発着の路線でカバーされており、本系統自体の本数は少ない。同様に中川住宅を経由する〔高畑13〕の支線のような役割であるが、本系統で八田駅を発着する便は存在しない。

#### 中・地高系統
|         | 起点       | 主な経由地 | 主な経由地 | 主な経由地 | 主な経由地 | 終点       | 備考  |
| ------- | ---------- | ---------- | ---------- | ---------- | ---------- | ---------- | ----- |
| 中.地高 | 中川車庫前 | 高杉町     | 打出町     | 八王子町   | 野田小学校 | 地下鉄高畑 | →のみ |

1996年の再編で〔53〕（現在の〔栄23〕）の支線である〔53イ〕（栄 - 上前津 - 地下鉄八田 - 地下鉄高畑 - 八王子町 - 高杉町）が栄 - 権野に変更され、その結果廃止された地下鉄高畑 - 八王子町 - 高杉町の代替として運行された。2013年4月に路線が延長されて中川車庫前始発となり、系統名も従来の〔地高.高〕から〔中.地高〕となった。〔地高.高〕であった頃はホームページの時刻表では〔幹高畑1〕として記載されていた。
中川車庫前を毎日6時08分に出発する地下鉄高畑行き始発の1便のみの運行である。

#### 中・港系統
|       |    | 起点       | 主な経由地 | 主な経由地 | 主な経由地 | 主な経由地 | 終点     |
| ----- | -- | ---------- | ---------- | ---------- | ---------- | ---------- | -------- |
| 中.港 | 本 | 中川車庫前 | ---        | 昭和橋     | 玉船町三   | 東海橋     | 港区役所 |
| 中.港 | 支 | 権野       | 中川車庫前 | 昭和橋     | 玉船町三   | 東海橋     | 港区役所 |

2015年4月の再編で新設された出入庫系統。出入庫系統としては運行本数が多めで、7時台から16時台までに毎時1本程度運行されている。
〔支〕は2025年の再編で新設された系統。平日朝1便のみの運行である。

### 副担当路線

#### 金山22号系統
地下鉄高畑 - 中川車庫前のみを運行する区間便は当営業所の専属担当である。

#### 金山25号系統
港区役所が起終点となるバスは当営業所専属担当である。

### 主担当路線

#### 名駅19号系統
現在は港明営業所に移管。

#### 栄22号系統
現在は港明営業所に移管。

#### 高畑18号系統
現在は港明営業所に移管。

#### 名港13号系統
現在は港明営業所に移管。

#### 高畑17号系統
現在は稲西営業所に移管。

## 中川車庫前バス停留所
国道1号と信号付き交差点（交差点名は「中川車庫前」）により、丁字路で結ばれている。中川車庫前終着のバスは交差点を曲がり、営業所の手前で降車を扱う。その他のバス（中川車庫前始発を含む）は国道1号上で乗降する。なお、営業所の建屋は敷地の北側にあるため、降車後周囲の公道を100mほど歩く必要がある。
中川車庫前停留所がある国道1号には三重交通の路線も通っているが、三重交通は当停留所を通過する。

## 車両
元々は日野自動車製の車両で統一されていたが、入札制の導入や営業所の再編により、現在では他メーカーの車両も多数配置されている。ワンステップバスは配属されていない。
2013年まではいすゞ自動車製のCNGツーステップバスが2台在籍しており、主に東海12号系統で使用されていた。
2016年度には、当営業所最後のツーステップバスであるMHとMSの3台が廃車されたことにより、全車ノンステップバス体制が整った。
当営業所は、貸切兼用車が配置されている。
名古屋市交通局の全営業所で最も配置車両数が多く、110両を超えている。
- 配属車両は以下の通り
  - ノンステップバス：NH、NS、NF、NMH、NMS